# Fussballclub Zürich 2019-2020
Questa voce raccoglie le informazioni riguardanti il Fussballclub Zürich nelle competizioni ufficiali della stagione 2019-2020.

## Stagione
Nella stagione 2019-2020 il Zurigo, allenato da Ludovic Magnin, concluse il campionato di Super League al 7º posto. In Coppa Svizzera il Zurigo fu eliminato agli ottavi di finale dallo Young Boys.

## Rosa
| N. |                         | Ruolo | Calciatore         |
| -- | ----------------------- | ----- | ------------------ |
| 1  | Lettonia (bandiera)     | P     | Andris Vaņins      |
| 3  | Brasile (bandiera)      | D     | Nathan Cardoso     |
| 4  | Svizzera (bandiera)     | D     | Bećir Omeragić     |
| 5  | Georgia (bandiera)      | D     | Levan Kharabadze   |
| 7  | Svizzera (bandiera)     | C     | Adrian Winter      |
| 8  | Svizzera (bandiera)     | C     | Vasilije Janjičić  |
| 10 | Svizzera (bandiera)     | C     | Antonio Marchesano |
| 12 | Danimarca (bandiera)    | D     | Mads Pedersen      |
| 13 | Gambia (bandiera)       | D     | Pa Modou Jagne     |
| 14 | Kosovo (bandiera)       | C     | Toni Domgjoni      |
| 15 | Benin (bandiera)        | A     | Aiyegun Tosin      |
| 17 | Sierra Leone (bandiera) | D     | Umaru Bangura      |
| 18 | Slovenia (bandiera)     | A     | Blaž Kramer        |
| 22 | Svizzera (bandiera)     | D     | Kevin Rüegg        |
| 23 | Svizzera (bandiera)     | A     | Matteo di Giusto   |
| 23 | Marocco (bandiera)      | A     | Mimoun Mahi        |

| N. |                           | Ruolo | Calciatore         |
| -- | ------------------------- | ----- | ------------------ |
| 24 | Filippine (bandiera)      | D     | Michael Kempter    |
| 25 | Svizzera (bandiera)       | P     | Yanick Brecher     |
| 27 | Svizzera (bandiera)       | C     | Marco Schönbächler |
| 31 | Kosovo (bandiera)         | D     | Mirlind Kryeziu    |
| 33 | Svizzera (bandiera)       | C     | Stephan Seiler     |
| 34 | Svizzera (bandiera)       | D     | Ilan Sauter        |
| 35 | Svizzera (bandiera)       | C     | Simon Sohm         |
| 37 | Svizzera (bandiera)       | A     | Shpetim Sulejmani  |
| 38 | Svizzera (bandiera)       | P     | Novem Baumann      |
| 41 | Svizzera (bandiera)       | C     | Lavdim Zumberi     |
| 43 | Svizzera (bandiera)       | A     | Henri Koide        |
| 50 | Svizzera (bandiera)       | A     | Yann Kasai         |
| 70 | Kosovo (bandiera)         | C     | Benjamin Kololli   |
| 71 | Kosovo (bandiera)         | C     | Hekuran Kryeziu    |
| 77 | Costa d'Avorio (bandiera) | D     | Willie Britto      |

## Organigramma societario
Area tecnica
- Allenatore: Ludovic Magnin
- Allenatore in seconda: Alfons Higl
- Preparatore dei portieri: Davide Taini
- Preparatori atletici: Christian Kolodziej, Christian Kolodziej

## Calciomercato

### Sessione estiva
| Acquisti | Acquisti          | Acquisti        | Acquisti |
| R.       | Nome              | da              | Modalità |
| -------- | ----------------- | --------------- | -------- |
| A        | Aiyegun Tosin     | Ventspils       |          |
| C        | Vasilije Janjičić | Amburgo         |          |
| D        | Nathan Cardoso    | Palmeiras       |          |
| A        | Denis Popovič     | Orenburg        |          |
| D        | Willie Britto     | Tanda           |          |
| D        | Lindrit Kamberi   | Zurigo II       |          |
| A        | Blaž Kramer       | Wolfsburg II    |          |
| A        | Mimoun Mahi       | Groningen       |          |
| C        | Sangoné Sarr      | Rapperswil-Jona |          |

| Cessioni | Cessioni         | Cessioni            | Cessioni |
| R.       | Nome             | a                   | Modalità |
| -------- | ---------------- | ------------------- | -------- |
| C        | Salim Khelifi    | Holstein Kiel       |          |
| C        | Sangoné Sarr     | Zurigo II           |          |
| C        | Fabian Rohner    | Wil                 |          |
| D        | Lindrit Kamberi  | Wil                 |          |
| D        | Hakim Guenouche  | Uerdingen 05        |          |
| D        | Andreas Maxsø    | Uerdingen 05        |          |
| A        | Aziz Binous      | Lucerna             |          |
| D        | Fabio Dixon      | Chiasso             |          |
| C        | Bledian Krasniqi | Wil                 |          |
| A        | Stephen Odey     | Genk                |          |
| D        | Grégory Sertić   | Olympique Marsiglia |          |
| D        | Joel Untersee    | Empoli              |          |

### Sessione invernale
| Acquisti | Acquisti      | Acquisti | Acquisti |
| R.       | Nome          | da       | Modalità |
| -------- | ------------- | -------- | -------- |
| D        | Mads Pedersen | Augusta  |          |

| Cessioni | Cessioni       | Cessioni               | Cessioni |
| R.       | Nome           | a                      | Modalità |
| -------- | -------------- | ---------------------- | -------- |
| A        | Denis Popovič  | Kryl'ja Sovetov Samara |          |
| A        | Assan Ceesay   | Osnabrück              |          |
| C        | Izer Aliu      | Chiasso                |          |
| P        | Osman Hadžikić | Inter Zaprešić         |          |

## Risultati

### Super League

#### Prima fase, girone di andata
| Arbitro: | Bieri |

|  |           |                                                       |
|  | Marcatori | 30’ (rig.) Marić 39’ Aratore 44’ Rodríguez 79’ Vécsei |

| Lucerna 28 luglio 2019, ore 16:00 CEST 2ª giornata | Lucerna  | 0 – 0 referto | Zurigo | swissporarena (9 917 spett.)\| Arbitro: \| Klossner \| |
| Arbitro:                                           | Klossner |               |        |                                                        |

| Arbitro: | Hänni |

|                            |           |          |
| Lenjani 7’ Kasami 81’, 83’ | Marcatori | 20’ Mahi |

| Arbitro: | Jaccottet |

|                             |           |                    |
| Schönbächler 44’ Ceesay 77’ | Marcatori | 63’ Ošs 90’ Karlen |

| Arbitro: | Klossner |

|                                                              |           |  |
| Brecher 29’ (aut.) Nsame 59’ Ngamaleu 69’ (rig.) Gaudino 77’ | Marcatori |  |

| Arbitro: | San |

|                         |           |               |
| Marchesano 40’ Mahi 70’ | Marcatori | 43’ Quintillà |

| Arbitro: | Klossner |

|                    |           |  |
| Sohm 41’ Tosin 52’ | Marcatori |  |

| Arbitro: | Bieri |

|                                          |           |  |
| Cabral 9’ Bua 51’ Zhegrova 80’ Campo 90’ | Marcatori |  |

| Arbitro: | Dudic |

|  |           |                |
|  | Marcatori | 33’ Marchesano |

#### Prima fase, girone di ritorno
| Arbitro: | Diamantopoulos |

|  |           |                                            |
|  | Marcatori | 22’, 76’ Fassnacht 65’ Aebischer 90’ Nsame |

| Lugano 20 ottobre 2019, ore 16:00 CEST 11ª giornata | Lugano | 0 – 0 referto | Zurigo | Stadio di Cornaredo (3 007 spett.)\| Arbitro: \| Dudic \| |
| Arbitro:                                            | Dudic  |               |        |                                                           |

| Arbitro: | Schnyder |

|                                       |           |                             |
| Tosin 19’ Schönbächler 33’ Kramer 61’ | Marcatori | 15’ (rig.) Campo 48’ Cömert |

| Arbitro: | Schärer |

|  |           |            |
|  | Marcatori | 40’ Kramer |

| Arbitro: | Klossner |

|                                                              |           |                     |
| Kramer 3’ Cardoso 45’ Schönbächler 49’ Marchesano 76’ (rig.) | Marcatori | 7’ Toma 12’ Lenjani |

| Arbitro: | Horisberger |

|                                  |           |  |
| Kramer 13’, 68’ Schönbächler 59’ | Marcatori |  |

| Arbitro: | Schärer |

|  |           |            |
|  | Marcatori | 65’ Kramer |

| Arbitro: | Fähndrich |

|  |           |                                          |
|  | Marcatori | 18’, 51’, 56’ Park 43’ Koné 88’ Cespedes |

| Arbitro: | San |

|                      |           |                                                 |
| Quintillà 28’ (rig.) | Marcatori | 3’ Schönbächler 44’ (rig.) Marchesano 74’ Tosin |

#### Seconda fase, girone di andata
| Arbitro: | Schnyder |

|                            |           |                                  |
| Schönbächler 5’ Kramer 78’ | Marcatori | 13’ Voca 24’ Matos 27’ Margiotta |

| Arbitro: | Fähndrich |

|         |           |                 |
| Luan 3’ | Marcatori | 9’ Schönbächler |

| Arbitro: | Tzilos |

|  |           |                               |
|  | Marcatori | 1’, 80’, 84’ Frei 45’ Stocker |

| Arbitro: | Dudic |

|                             |           |           |
| Kyei 23’ Koné 67’, 79’, 90’ | Marcatori | 64’ Tosin |

| Arbitro: | Tschudi |

|            |           |        |
| Kramer 26’ | Marcatori | 6’ Ošs |

| Arbitro: | Schärer |

|                     |           |                       |
| Nsame 32’, 81’, 85’ | Marcatori | 25’ Tosin 38’ Kololli |

| Arbitro: | Fähndrich |

|  |           |                                             |
|  | Marcatori | 31’ (aut.) Rüfli 64’, 90’ Tosin 86’ Kololli |

| Arbitro: | Jaccottet |

|                |           |  |
| Marchesano 73’ | Marcatori |  |

| Arbitro: | Tschudi |

|                                 |           |                                |
| Rapp 11’ Tosetti 14’ Karlen 21’ | Marcatori | 31’ Kryeziu 45’ (rig.) Kololli |

#### Seconda fase, girone di ritorno
| Arbitro: | Schärer |

|                       |           |  |
| Kololli 19’ Rüegg 50’ | Marcatori |  |

| Arbitro: | Bieri |

|             |           |             |
| Nuzzolo 23’ | Marcatori | 27’ Cardoso |

| Arbitro: | Horisberger |

|  |           |                              |
|  | Marcatori | 34’ Uldriķis 90’ Stojilković |

| Arbitro: | San |

|                                               |           |  |
| Frei 14’, 90’ Stocker 37’ van Wolfswinkel 90’ | Marcatori |  |

| Arbitro: | Jaccottet |

|  |           |                                                        |
|  | Marcatori | 33’ Sulejmani 42’, 48’, 59’ (rig.) Nsame 73’ Spielmann |

| Arbitro: | Dudic |

|              |           |  |
| Custodio 36’ | Marcatori |  |

| Arbitro: | Jaccottet |

|             |           |                                               |
| Kololli 16’ | Marcatori | 2’ (rig.) Quintillà 48’ Itten 75’ Guillemenot |

| Arbitro: | Schärer |

|                             |           |            |
| Cardoso 21’ (aut.) Lang 79’ | Marcatori | 32’ Kramer |

| Arbitro: | San |

|                                     |           |                         |
| Kololli 15’ Kramer 33’ Domgjoni 56’ | Marcatori | 74’, 90’ Munsy 84’ Rapp |

### Coppa Svizzera
| Basilea 17 agosto 2019, ore 17:00 CEST Primo turno               | Black Stars Basilea | 1 – 2 referto        | Zurigo | Stadion Schützenmatte (1 800 spett.) |
| \| \| \| \| \| Gomes 21’ \| Marcatori \| 10’ Mahi 83’ Cardoso \| |                     |                      |        |                                      |
|                                                                  |                     |                      |        |                                      |
| Gomes 21’                                                        | Marcatori           | 10’ Mahi 83’ Cardoso |        |                                      |

| Arbitro: | Jaccottet |

|            |           |                            |
| Fazliu 16’ | Marcatori | 36’ Schönbächler 52’ Jagne |

| Arbitro: | Jaccottet |

|                                                  |           |  |
| Ngamaleu 8’ Fassnacht 45’ Sørensen 73’ Nsame 90’ | Marcatori |  |

## Statistiche

### Statistiche di squadra
| Competizione   | Punti | In casa | In casa | In casa | In casa | In casa | In casa | In trasferta | In trasferta | In trasferta | In trasferta | In trasferta | In trasferta | Totale | Totale | Totale | Totale | Totale | Totale | DR  |
| Competizione   | Punti | G       | V       | N       | P       | Gf      | Gs      | G            | V            | N            | P            | Gf           | Gs           | G      | V      | N      | P      | Gf     | Gs     | DR  |
| -------------- | ----- | ------- | ------- | ------- | ------- | ------- | ------- | ------------ | ------------ | ------------ | ------------ | ------------ | ------------ | ------ | ------ | ------ | ------ | ------ | ------ | --- |
| Super League   | 43    | 18      | 7       | 3       | 8       | 26      | 41      | 18           | 5            | 4            | 9            | 19           | 31           | 36     | 12     | 7      | 17     | 45     | 72     | -27 |
| Coppa Svizzera | -     | 0       | 0       | 0       | 0       | 0       | 0       | 3            | 2            | 0            | 1            | 4            | 6            | 3      | 2      | 0      | 1      | 4      | 6      | -2  |
| Totale         | 43    | 18      | 7       | 3       | 8       | 26      | 41      | 21           | 7            | 4            | 10           | 23           | 37           | 39     | 14     | 7      | 18     | 49     | 78     | -29 |

### Andamento in campionato
| Giornata  | 1  | 2  | 3  | 4  | 5  | 6 | 7 | 8 | 9 | 10 | 11 | 12 | 13 | 14 | 15 | 16 | 17 | 18 | 19 | 20 | 21 | 22 | 23 | 24 | 25 | 26 | 27 | 28 | 29 | 30 | 31 | 32 | 33 | 34 | 35 | 36 |
| --------- | -- | -- | -- | -- | -- | - | - | - | - | -- | -- | -- | -- | -- | -- | -- | -- | -- | -- | -- | -- | -- | -- | -- | -- | -- | -- | -- | -- | -- | -- | -- | -- | -- | -- | -- |
| Luogo     | C  | T  | T  | C  | T  | C | C | T | T | C  | T  | C  | T  | C  | C  | T  | C  | T  | C  | T  | C  | T  | C  | T  | T  | C  | T  | C  | T  | C  | T  | C  | T  | C  | T  | C  |
| Risultato | P  | N  | P  | N  | P  | V | V | P | V | P  | N  | V  | V  | V  | V  | V  | P  | V  | P  | N  | P  | P  | N  | P  | V  | V  | P  | V  | N  | P  | P  | P  | P  | P  | P  | N  |
| Posizione | 10 | 10 | 10 | 10 | 10 | 8 | 6 | 7 | 5 | 7  | 6  | 6  | 4  | 4  | 4  | 4  | 4  | 4  | 5  | 5  | 5  | 5  | 5  | 6  | 5  | 5  | 6  | 6  | 5  | 6  | 6  | 6  | 6  | 6  | 7  | 7  |

Legenda:

Luogo: C = Casa; T = Trasferta. Risultato: V = Vittoria; N = Pareggio; P = Sconfitta.

### Statistiche dei giocatori
| Giocatore         | Super League | Super League | Super League | Super League | Coppa Svizzera | Coppa Svizzera | Coppa Svizzera | Coppa Svizzera | Totale   | Totale | Totale      | Totale     |
| Giocatore         | Presenze     | Reti         | Ammonizioni  | Espulsioni   | Presenze       | Reti           | Ammonizioni    | Espulsioni     | Presenze | Reti   | Ammonizioni | Espulsioni |
| ----------------- | ------------ | ------------ | ------------ | ------------ | -------------- | -------------- | -------------- | -------------- | -------- | ------ | ----------- | ---------- |
| I. Aliu           | 2            | 0            | 1            | 0            | 0              | 0              | 0              | 0              | 2        | 0      | 1           | 0          |
| S. Arghandewall   | 1            | 0            | 0            | 0            | 0              | 0              | 0              | 0              | 1        | 0      | 0           | 0          |
| U. Bangura        | 14           | 0            | 2            | 0            | 1              | 0              | 0              | 0              | 15       | 0      | 2           | 0          |
| N. Baumann        | 1            | 0            | 0            | 0            | 0              | 0              | 0              | 0              | 1        | 0      | 0           | 0          |
| Y. Brecher        | 33           | 0            | 1            | 0            | 2              | 0              | 0              | 0              | 35       | 0      | 1           | 0          |
| W. Britto         | 19           | 0            | 1            | 0            | 2              | 0              | 1              | 0              | 21       | 0      | 2           | 0          |
| T. Candeloro      | 0            | 0            | 0            | 0            | 0              | 0              | 0              | 0              | 0        | 0      | 0           | 0          |
| N. Cardoso        | 28           | 2            | 10           | 0            | 2              | 1              | 0              | 0              | 30       | 3      | 10          | 0          |
| K. Catari         | 0            | 0            | 0            | 0            | 0              | 0              | 0              | 0              | 0        | 0      | 0           | 0          |
| A. Ceesay         | 12           | 1            | 1            | 0            | 3              | 0              | 1              | 0              | 15       | 1      | 2           | 0          |
| D. Corvalan       | 1            | 0            | 0            | 0            | 0              | 0              | 0              | 0              | 1        | 0      | 0           | 0          |
| T. Domgjoni       | 31           | 1            | 6            | 0            | 3              | 0              | 1              | 0              | 34       | 1      | 7           | 0          |
| B. Erne           | 1            | 0            | 0            | 0            | 0              | 0              | 0              | 0              | 1        | 0      | 0           | 0          |
| J. Eyamba         | 0            | 0            | 0            | 0            | 0              | 0              | 0              | 0              | 0        | 0      | 0           | 0          |
| L. Frei           | 0            | 0            | 0            | 0            | 0              | 0              | 0              | 0              | 0        | 0      | 0           | 0          |
| A. Fuchs          | 0            | 0            | 0            | 0            | 0              | 0              | 0              | 0              | 0        | 0      | 0           | 0          |
| M. Giusto         | 1            | 0            | 0            | 0            | 0              | 0              | 0              | 0              | 1        | 0      | 0           | 0          |
| W. Gnonto         | 0            | 0            | 0            | 0            | 0              | 0              | 0              | 0              | 0        | 0      | 0           | 0          |
| J. Gonçalves      | 1            | 0            | 0            | 0            | 0              | 0              | 0              | 0              | 1        | 0      | 0           | 0          |
| M. Graf           | 0            | 0            | 0            | 0            | 0              | 0              | 0              | 0              | 0        | 0      | 0           | 0          |
| O. Hadžikić       | 0            | 0            | 0            | 0            | 0              | 0              | 0              | 0              | 0        | 0      | 0           | 0          |
| M. Haile-Selassie | 0            | 0            | 0            | 0            | 0              | 0              | 0              | 0              | 0        | 0      | 0           | 0          |
| P. Jagne          | 18           | 0            | 6            | 0            | 1              | 1              | 0              | 0              | 19       | 1      | 6           | 0          |
| V. Janjičić       | 12           | 0            | 0            | 0            | 2              | 0              | 0              | 0              | 14       | 0      | 0           | 0          |
| L. Janko          | 1            | 0            | 0            | 0            | 0              | 0              | 0              | 0              | 1        | 0      | 0           | 0          |
| L. Kamberi        | 0            | 0            | 0            | 0            | 0              | 0              | 0              | 0              | 0        | 0      | 0           | 0          |
| Y. Kasai          | 0            | 0            | 0            | 0            | 1              | 0              | 0              | 0              | 1        | 0      | 0           | 0          |
| M. Kempter        | 13           | 0            | 3            | 0            | 0              | 0              | 0              | 0              | 13       | 0      | 3           | 0          |
| L. Kharabadze     | 8            | 0            | 1            | 0            | 1              | 0              | 0              | 0              | 9        | 0      | 1           | 0          |
| S. Khelifi        | 2            | 0            | 0            | 0            | 1              | 0              | 0              | 0              | 3        | 0      | 0           | 0          |
| J. Kissling       | 0            | 0            | 0            | 0            | 0              | 0              | 0              | 0              | 0        | 0      | 0           | 0          |
| H. Koide          | 9            | 0            | 1            | 0            | 0              | 0              | 0              | 0              | 9        | 0      | 1           | 0          |
| B. Kololli        | 27           | 6            | 8            | 0            | 2              | 0              | 1              | 0              | 29       | 6      | 9           | 0          |
| Ž. Kostadinović   | 0            | 0            | 0            | 0            | 0              | 0              | 0              | 0              | 0        | 0      | 0           | 0          |
| B. Kramer         | 31           | 10           | 10           | 0            | 2              | 0              | 1              | 0              | 33       | 10     | 11          | 0          |
| H. Kryeziu        | 13           | 0            | 1            | 0            | 0              | 0              | 0              | 0              | 13       | 0      | 1           | 0          |
| M. Kryeziu        | 21           | 1            | 4            | 1            | 2              | 0              | 0              | 0              | 23       | 1      | 4           | 1          |
| M. Mahi           | 18           | 2            | 1            | 0            | 1              | 1              | 0              | 0              | 19       | 3      | 1           | 0          |
| A. Marchesano     | 31           | 5            | 4            | 0            | 2              | 0              | 2              | 0              | 33       | 5      | 6           | 0          |
| N. Omeragic       | 1            | 0            | 0            | 0            | 0              | 0              | 0              | 0              | 1        | 0      | 0           | 0          |
| B. Omeragić       | 19           | 0            | 2            | 0            | 2              | 0              | 0              | 0              | 21       | 0      | 2           | 0          |
| M. Pedersen       | 2            | 0            | 1            | 0            | 0              | 0              | 0              | 0              | 2        | 0      | 1           | 0          |
| S. Polat          | 0            | 0            | 0            | 0            | 0              | 0              | 0              | 0              | 0        | 0      | 0           | 0          |
| D. Popovič        | 9            | 0            | 3            | 0            | 3              | 0              | 0              | 0              | 12       | 0      | 3           | 0          |
| N. Reichmuth      | 2            | 0            | 0            | 0            | 0              | 0              | 0              | 0              | 2        | 0      | 0           | 0          |
| L. Rexhepi        | 1            | 0            | 0            | 0            | 0              | 0              | 0              | 0              | 1        | 0      | 0           | 0          |
| F. Rohner         | 0            | 0            | 0            | 0            | 0              | 0              | 0              | 0              | 0        | 0      | 0           | 0          |
| K. Rüegg          | 28           | 1            | 3            | 0            | 1              | 0              | 0              | 0              | 29       | 1      | 3           | 0          |
| E. Sadiku         | 1            | 0            | 0            | 0            | 0              | 0              | 0              | 0              | 1        | 0      | 0           | 0          |
| I. Sauter         | 3            | 0            | 2            | 0            | 0              | 0              | 0              | 0              | 3        | 0      | 2           | 0          |